# إم بي سي برو سبورت
إم بي سي برو سبورت هي قناة تلفزيونية رياضية سعودية تابعة لمجموعة إم بي سي، انطلقت في 8 أغسطس عام 2014 وتتميز هذه القنوات بنقلها الدوري السعودي، وكأس الملك وكأس ولي العهد لمدة 10 سنوات، بعد شراء حقوق البث بقيمة 4 مليارات و100 مليون ريال سعودي، أو ما يعادل 1.093 مليار دولار. وقد تم إغلاق القنوات في عام 2018

## الدوريات والبطولات
- الدوري السعودي للمحترفين
- كأس ولي العهد السعودي
- كأس الملك للابطال
- كأس خليجي
- قنوات HD وتم إغلاق 4 قنوات بتقنية SD

## تردد القنوات
- القمر: عربسات

الشرق الاوسط
- التردد:11315
- 27500
- 5/6
- عامودي
- DVB أو DVB-S

شمال أفريقيا
- التردد: 12687
- 27500
- 5/6
- أفقي
- DVB أو DVB-S
- القمر: نايلسات

الشرق الاوسط
- التردد:11470
- 27500
- 7/8
- عامودي
- DVB أو DVB-S

## إعلاميون ومراسلون
معلقون:
- جعفر الصليح
- عامر عبدالله استقال
- فارس عوض
- بلال علام

مذيع البرامج والاستديوهات
- عبد العزيز البكر
- طارق الحماد

مراسلو القناة
- عبدالرحمن الدحيم
- فهد العتيبي
- عيسى الحربين